# Auguste Rouma
Auguste Rouma né à Liège le 14 juin 1802 et mort dans la même ville le 14 mai 1874, est un violoniste belge 

## Biographie
Auguste Rouma eut comme professeur de violon le virtuose liégeois Dieudonné-Pascal Pieltain (1754-1833), lui-même élève du compositeur et violoniste italien Ivan Mane Jarnowick (1747-1804). 
Musicien de l'orchestre du Grand Théâtre de Liège, Rouma était surtout un pédagogue et maître du violon reconnu par ses pairs et l'un des représentants de l'école liégeoise du violon du XIXème siècle avec, entre autres, Lambert Joseph Massart (1811-1892), François Prume (1816-1849), Léonard-Joseph Gaillard (1766-1837), Henri Vieuxtemps (1820-1881) ou encore Eugène Ysaÿe (1858-1931). 
Auguste Rouma eut de nombreux élèves, parmi lesquels Jean-Jacques Masset (1811-1903) ténor, violoniste et compositeur à Paris, mais surtout le violoniste virtuose de grand renom, Hubert Léonard (1819-1890), professeur de violon au Conservatoire Royal de Bruxelles (1849-1866) et professeur de musique de chambre au Conservatoire royal de Liège (1870-1872), qui fut son élève et protégé. Après avoir découvert ses dons à l'âge de 8 ans, Auguste Rouma prit en charge l'éducation musicale de Léonard mais aussi son éducation globale ; il l'hébergea et le nourrit avant qu'il aille étudier au Conservatoire de Paris. Hubert Léonard vénérait son maître et il lui a dédicacé sa collection d’études, La Gymnastique du Violoniste parue en 1861 chez l'éditeur Schott à Mayence .

## Le Fonds Auguste Rouma
En 2015 la bibliothèque du Conservatoire Royal de Bruxelles a pu faire l'acquisition de la collection personnelle d'Auguste Rouma. Cette collection porte désormais le nom de Fonds Auguste Rouma. Elle contient plusieurs milliers de documents dont de nombreuses partitions non répertoriées dans le Répertoire International des Sources Musicales (RISM). Outre les documents personnels d'Auguste Rouma, le fonds contient les archives de deux autres figures majeures de l'école liégeoise du violon Dieudonné-Pascal Pieltain, son maître qui lui a légué par testament tous ses manuscrits, et Hubert Léonard, son élève favori.

### Partitions manuscrites et imprimées
On trouve au sein du fonds Auguste Rouma un nombre important de partitions pour le violon, s’étendant sur une période d’environ 150 ans. On y trouve des centaines de concertos, fantaisies, caprices et de nombreuses partitions de musique de chambre du duo à l’octuor. 
On y trouve également de nombreuses œuvres pour pianoforte, des opéras ainsi que des mélodies et chansons.

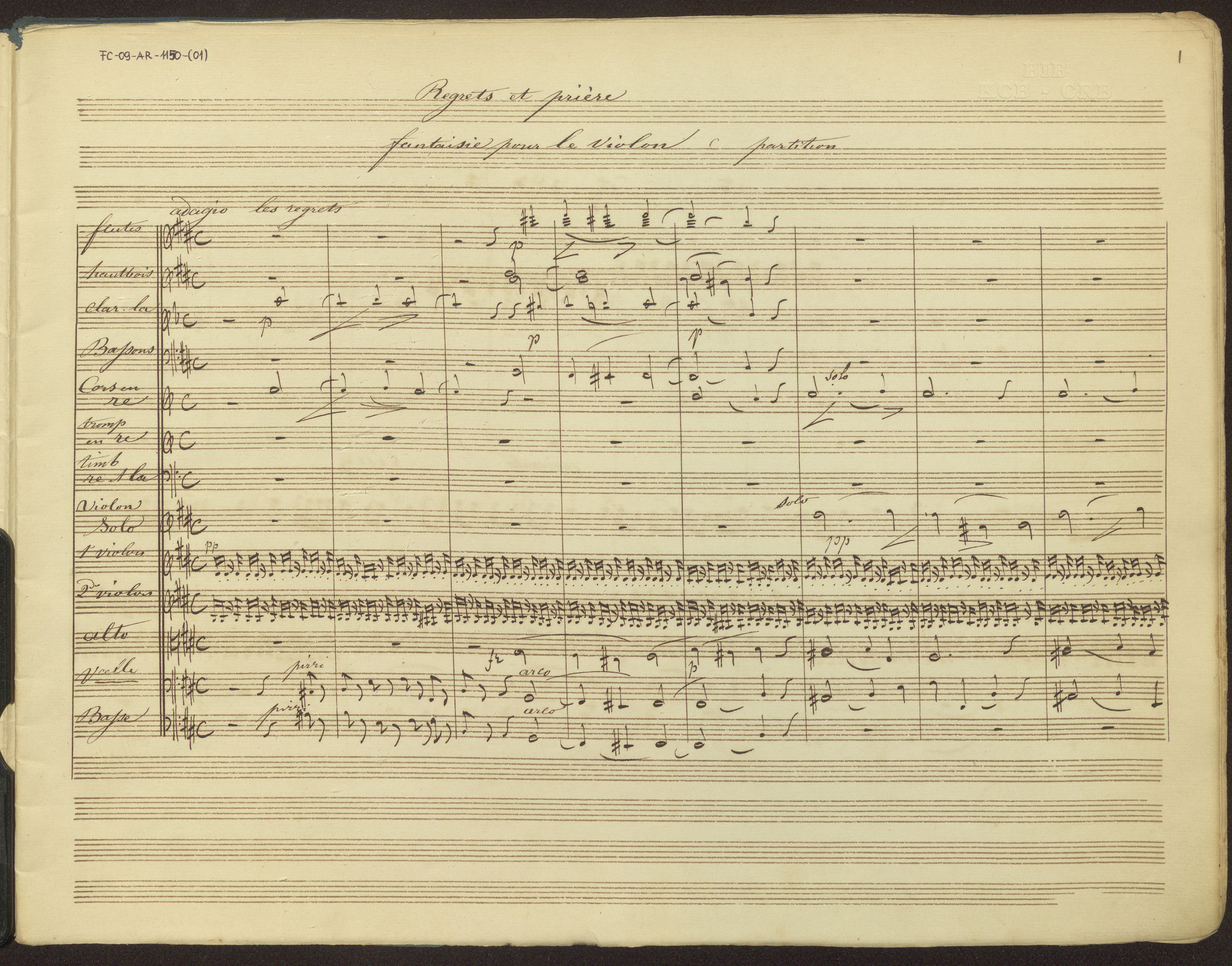
Fantaisie pour le violon d'Hubert Léonard, édition manuscrite par Auguste Rouma

Les sources du fonds sont très diverses : on peut y trouver des éditions liégeoises du XIXème siècle, des conducteurs d'œuvres symphoniques ou concertantes, des esquisses, des manuels techniques pour le violon ainsi qu’un certain nombre de recueils d’études et caprices. En outre, l’exploration du Fonds Auguste Rouma a dévoilé de nombreux manuscrits autographes, notamment de Dieudonné-Pascal Pieltain (160 quatuors et 30 concertos) et d’Hubert Léonard (fantaisies, concertos et cadences de concertos).
Le fonds contient des transcriptions d’Auguste Rouma, notamment du conducteur d’orchestre du premier concerto pour violon n°1 op 10 de Henry Vieuxtemps, mais aussi d'œuvres de Hubert Léonard comme sa troisième fantaisie pour violon : Regrets et Prière.

### Documents annexes, lettres, correspondance

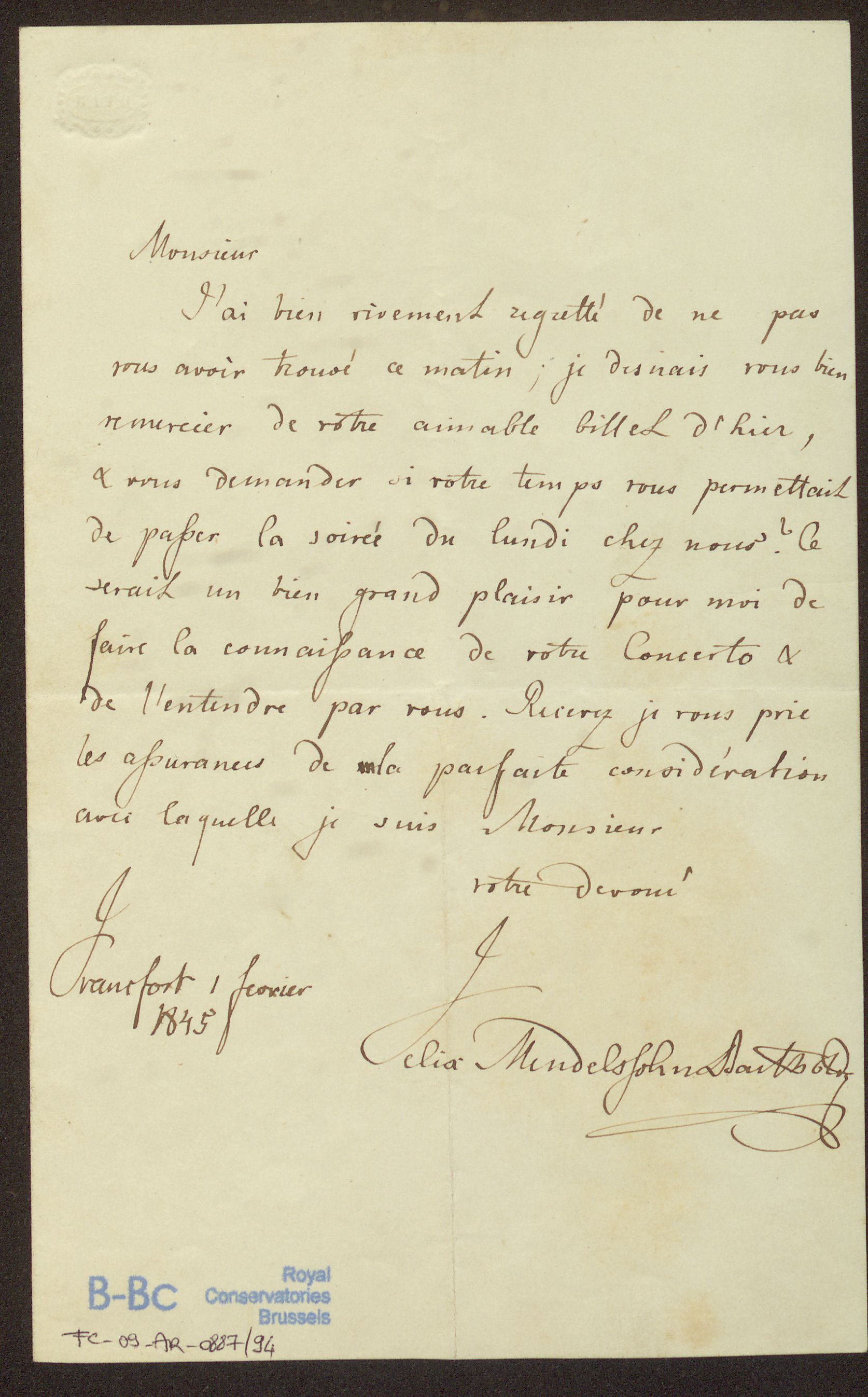
Lettre de Mendelssohn à Léonard

Le fonds Auguste Rouma est également riche d’environ 300 documents d’archives : articles de presse, programmes de concerts, documents administratifs et comptables et surtout une vaste correspondance contenant des lettres de musiciens illustres tels que Louis Spohr (1784-1859), Niccolò Paganini (1782-1840), Joseph Joachim (1831-1907), Pierre Baillot (1771-1842), ou encore Félix Mendelssohn (1809-1847). 
Un certain nombre de lettres sont adressées à Auguste Rouma par des musiciens liégeois de son époque comme François Prume, Léonard Joseph Gaillard ou Nicolas-Lambert Wéry (1789-1867).

### Iconographie

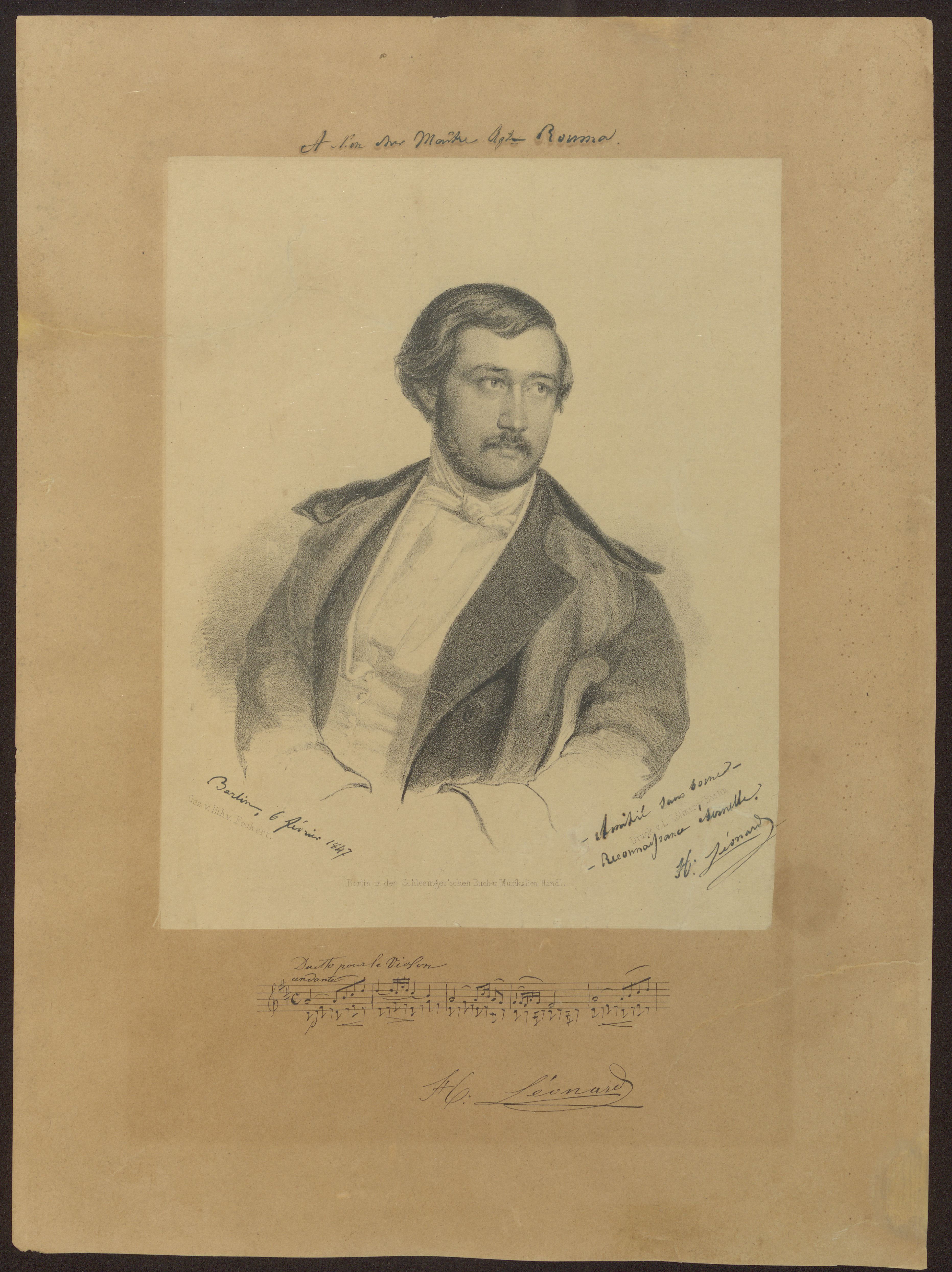
Portrait de Hubert Léonard

Le Fonds Auguste Rouma contient une riche collection d’environ 70 documents iconographiques restaurés en 2024. On y trouve beaucoup de gravures et dessins représentant des portraits de violonistes comme Henry Vieuxtemps, Hubert Léonard, Pierre Rode (1774-1830), Giovanni Battista Viotti (1755-1824) mais également d’autres compositeurs comme Wolfgang Amadeus Mozart (1756-1791), Ludwig Van Beethoven (1770-1827), Luigi Cherubini (1760-1842) ou Etienne Nicolas Méhul (1763-1817).
Le fonds contient aussi des gravures, des photographies et des dessins de personnalités non musiciennes, des cartes urbaines et quelques gravures de scènes mythologiques ou de genre dont les plus anciennes remontent au milieu du XVIIe siècle.
Certaines des gravures comme celles de Vieuxtemps, Léonard, Etienne Soubre (1813-1871) ou de Charles-Auguste de Bériot (1802-1870) sont signées de la main du compositeur et dédicacées à Rouma, témoignant de ses liens d’amitié avec certains grands musiciens de son temps.